# Oratorio della Santissima Annunziata (Pallare)
L'oratorio della Santissima Annunziata è un luogo di culto cattolico situato nella frazione di Biestro nel comune di Pallare, in provincia di Savona.

## Storia e descrizione
Secondo le fonti storiche risalirebbe ad un documento del 1245 la citazione del primitivo oratorio, antica sede della parrocchiale dell'odierna frazione di Biestro, dal 1663 trasferita nella chiesa di Santa Margherita. Ancora citato in alcune visite vescovili del 1573, fu proprio dopo l'edificazione della chiesa che s'intitolò l'edificio alla Santissima Annunziata, divenendo sede della locale confraternita dei Disciplinanti.
Utilizzato fino agli anni sessanta del XX secolo risulta oggi in stato di abbandono, anche se interventi di recupero tra il 2003 e il 2004 ne hanno permesso il recupero delle coperture.
All'interno sono conservati cicli di affreschi ritraente la Sacra Famiglia, databile al XIV secolo, e il Battesimo di san Giovanni Battista anch'esso molto probabilmente databile al Trecento. Altri oggetti conservati un crocifisso e un'antica campana del 1724.